# Gambling Jack
Pour les articles homonymes, voir Gambling et Jack.
 (mars 2025).
Clip vidéo
[vidéo] « Jelly Roll Morton - Gambling Jack », sur YouTube
Gambling Jack (Jack le joueur d'argent, en anglais) est une composition de jazz Nouvelle-Orléans du jazzman américain Jelly Roll Morton, enregistrée avec succès en disque 78 tours chez RCA Victor en 1930. 

## Historique
Jelly Roll Morton nait en 1890 à La Nouvelle-Orléans en Louisiane, en même temps que l'histoire du jazz, dont il fait partie des fondateurs, et qu'il prétend avoir inventé en 1902. Célèbre jazzman prolifique à succès de cette époque, il compose cette œuvre de jazz Nouvelle-Orléans inspirée de ragtime, au début de l'ère du charleston, du hot jazz, du swing, et des big band des années 1930, sur le thème des jeux d'argent des Roaring Twenties (« années vrombissantes » ou « années rugissantes ») des années 1920 aux États-Unis. Il interprète ce titre au piano stride accompagné de son orchestre Red Hot Peppers (en), enregistré en disque 78 tours chez Victor Talking Machine Company durant sa période américaine de l'ère du jazz où il vit entre New York et Chicago.

## Reprises
Ce titre est réédité sur plusieurs des compilations de sa carrière. 